# Catherine Yi
Pour les articles homonymes, voir Sainte Catherine (homonymie) et Yi.
Catherine Yi (en coréen 이 가타리나) est une laïque chrétienne coréenne, martyre et sainte, née vers 1783 à Séoul en Corée, morte en septembre ou octobre 1839 à Séoul.
Reconnue martyre et béatifiée en 1925 par Pie XI, elle est solennellement canonisée à Séoul par le pape Jean-Paul II le 6 mai 1984 avec un groupe de 102 autres martyrs de Corée. 
Sainte Catherine Yi est fêtée le 26 septembre et le 20 septembre.

## Biographie
Catherine Yi naît en 1782 ou 1783 à Séoul, en Corée,. Elle est d'une famille catholique, mais peu instruite de la religion. 
Elle se marie avec un non chrétien. Elle lui parle de sa religion et le convertit. Elle a de nombreux enfants, qu'elle éduque dans la foi et l'amour de Dieu et du prochain. Parmi ses enfants, Madeleine Cho est la plus fervente. Catherine Yi voudrait marier sa fille Madeleine, qui refuse pour rester vierge pour le Christ. Elle comprend le désir de sa fille mais s'inquiète pour elle ; pour ne pas embarrasser sa mère, celle-ci part pour plusieurs années vivre et travailler à Séoul, et ne revient vivre chez sa mère que lorsqu'elle a plus de trente ans.
Lors des persécutions locales, Catherine Yi décide de partir s'installer à Séoul avec sa fille Madeleine. Le vicaire épiscopal, Laurent Imbert, apprend leur arrivée à Séoul et les aide à trouver un logement dans une maison catholique. Elles peuvent y vivre paisiblement, mais peu de temps car Séoul se révèle un endroit plus dangereux pour les catholiques que la campagne. Elles décident de rester.
Catherine Yi est arrêtée un mois plus tard, fin juin ou début juillet 1839, en même temps que sa fille Madeleine et trois autres femmes de leur entourage. Elle refuse l'invitation du chef de la police à renier sa foi, et elle est sévèrement torturée. Elle est malade en prison pendant deux mois, comme sa fille, et elle y meurt de maladie fin septembre ou début octobre 1839, ou bien décapitée en septembre 1839.

## Canonisation
Catherine Yi est reconnue martyre par décret du Saint-Siège le 9 mai 1925 et ainsi proclamée vénérable. Elle est béatifiée (proclamée bienheureuse) le 6 juin suivant par le pape Pie XI.
Elle est canonisée (proclamée sainte) par le pape Jean-Paul II le 6 mai 1984 à Séoul en même temps que 102 autres martyrs de Corée. 
Sainte Catherine Yi est fêtée le 26 septembre à titre individuel, et le 20 septembre, qui est la date commune de célébration des martyrs de Corée.